# 武昌军节度使
武昌军节度使，唐朝在今湖北省東部设立的节度使。
759年，设鄂州、岳州、沔州三州团练使。761年，岳州归荆南节度使，鄂州设团练使。762年，沔州归淮西节度使。765年，设鄂州观察使，增加沔州、岳州、黄州、蕲州。777年，兼防御使。779年，罢防御使。783年，设防御使，下辖鄂州、岳州、蕲州、黄州、沔州。799年，安州、黄州另设。
元和元年（806年）升鄂岳观察使为武昌军节度使，治所在鄂州（今湖北省武汉市武昌区）。下辖鄂州、岳州、蕲州、黄州、安州、沔州。长期管辖鄂州、岳州、蕲州、黄州、安州、申州。相当于今湖北省广水、应城、汉川长江以东，河南淮河以南，湖南省洞庭湖流域和汨罗江以北。810年，再降为观察使。818年，增加申州。宝历元年（825年），升为武昌军节度使，下辖鄂州、岳州、沔州、蕲州、黄州、安州、申州。826年，除沔州。848年，为鄂岳观察使，大中四年（850年），升为武昌军节度使，大中六年（852年），为鄂岳观察使。文德年間，升为节度使，被杜洪割据。897年，申州属于奉国军节度使，898年，安州被朱温夺取。905年，杨吴夺得武昌军节度使，降为鄂岳都团练观察使，领鄂州、岳州、蕲州、黄州。907年，马殷夺得岳州。912年，升为武昌军节度使，下辖鄂州、蕲州、黄州。958年，南唐将蕲州、黄州交割给后周。

## 历代節度使
- 韦良宰（757年—759年）
- 李某（759年）
- 王政（761年）
- 姜某，姜公辅从兄（宝应年间）
- 穆宁（764年—768年）
- 独孤问俗（769年—772年）
- 吴仲孺（773年—778年）
- 李兼（778年—785年）
- 卢元卿（785年—786年）
- 李竦（787年—788年）
- 何士干（788年—802年）
- 郑伸（802年—804年）
- 韩皋（805年—808年）
- 郗士美（808年—810年）
- 吕元膺（810年—813年）
- 柳公绰（813年—816年）
- 李道古（816年—818年）
- 李程（818年—822年）
- 崔元略（822年—824年）
- 崔植（824年）
- 牛僧孺（825年—830年）
- 元稹（830年—831年）
- 崔郾（831年—835年）
- 高重（835年—838年）
- 高锴（838年—840年）
- 崔蠡（840年—842年）
- 崔晤（会昌年间）
- 郑朗（846年—847年）
- 卢商（847年—849年）
- 韦损（850年—852年）
- 韦悫（852年—853年）
- 崔瑶（855年—857年）
- 张毅夫（858年—860年）
- 于德孙（861年—864年）
- 崔璙（866年—868年）
- 刘允章（868年）
- 韦蟾（874年—877年）
- 裴澈（881年）（时鄂州有刺史崔绍，疑裴澈未赴任）
- 张濬（891年）（未任）
- 杜洪（886年—905年）
- 刘存（905年—906年）
- 秦裴（906年—912年）
- 李简（915年—928年）
- 柴再用（928年）
- 张宣（937年—939年）
- 王舆（939年—944年）
- 韦建（944年）
- 刘仁赡（945年—953年）
- 何敬洙（953年—960年）
- 王崇文（960年—961年）
- 黄延谦（961年—964年）
- 林仁肇（964年—965年）
- 杨守忠（966年—972年）